# The Court of the Crimson King
„The Court of the Crimson King“ je pátá a poslední skladba z debutového alba anglické progresivně rockové skupiny King Crimson In the Court of the Crimson King z roku 1969. Skladba také vyšla jako singl, kde byla rozdělena na dvě části, „The Court of the Crimson King, Pt. 1“ na straně A a „The Court of the Crimson King, Pt. 2“ na straně B. Skladbu napsali Ian McDonald a Peter Sinfield.